# Гуатамбу
Гуатамбу (порт. Guatambu)  —  город и муниципалитет в Бразилии, входит в штат Санта-Катарина. Составная часть мезорегиона Запад штата Санта-Катарина. Входит в экономико-статистический  микрорегион Шапеко. Население составляет 4193 человека. Занимает площадь 206,3 км². Плотность населения — 20,32 чел./км².

## История
Город основан 12 декабря 1991 года.